# Careproctus merretti
Careproctus merretti is een straalvinnige vissensoort uit de familie van snotolven (Cyclopteridae). De wetenschappelijke naam van de soort is voor het eerst geldig gepubliceerd in 1988 door Andriashev & Chernova.